# Česká severní dráha
Česká severní dráha (německý oficiální název k. k. privilegierte Böhmische Nordbahn-Gesellschaft, zkratka BNB) byla soukromá železniční společnost v Rakousku-Uhersku, která vlastnila a provozovala síť tratí v severních a středních Čechách. Vznik společnosti se datuje do roku 1867, kdy vystavěla svou první trať z Bakova nad Jizerou do České Lípy s pozdějším pokračováním až do Rumburka. V následujících desetiletích v tomto regionu postavila téměř 250 km drah, další tratě získala po svém sloučení s Turnovsko-kralupsko-pražskou dráhou roku 1882 a stala se jedním z důležitých hráčů na poli železniční dopravy na severu Čech. Sídlo společnosti, stojící z drtivé většiny na německém kapitálu, se nacházelo v Praze. Firma zanikla zestátněním roku 1908 a provoz na jejích tratích převzaly Císařsko-královské státní dráhy (kkStB).

## Historie

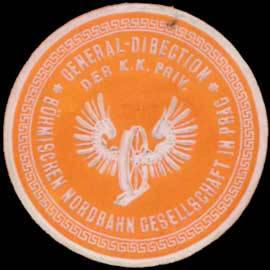
Pečeť BNB

### Počátky železnic vseverních Čechách

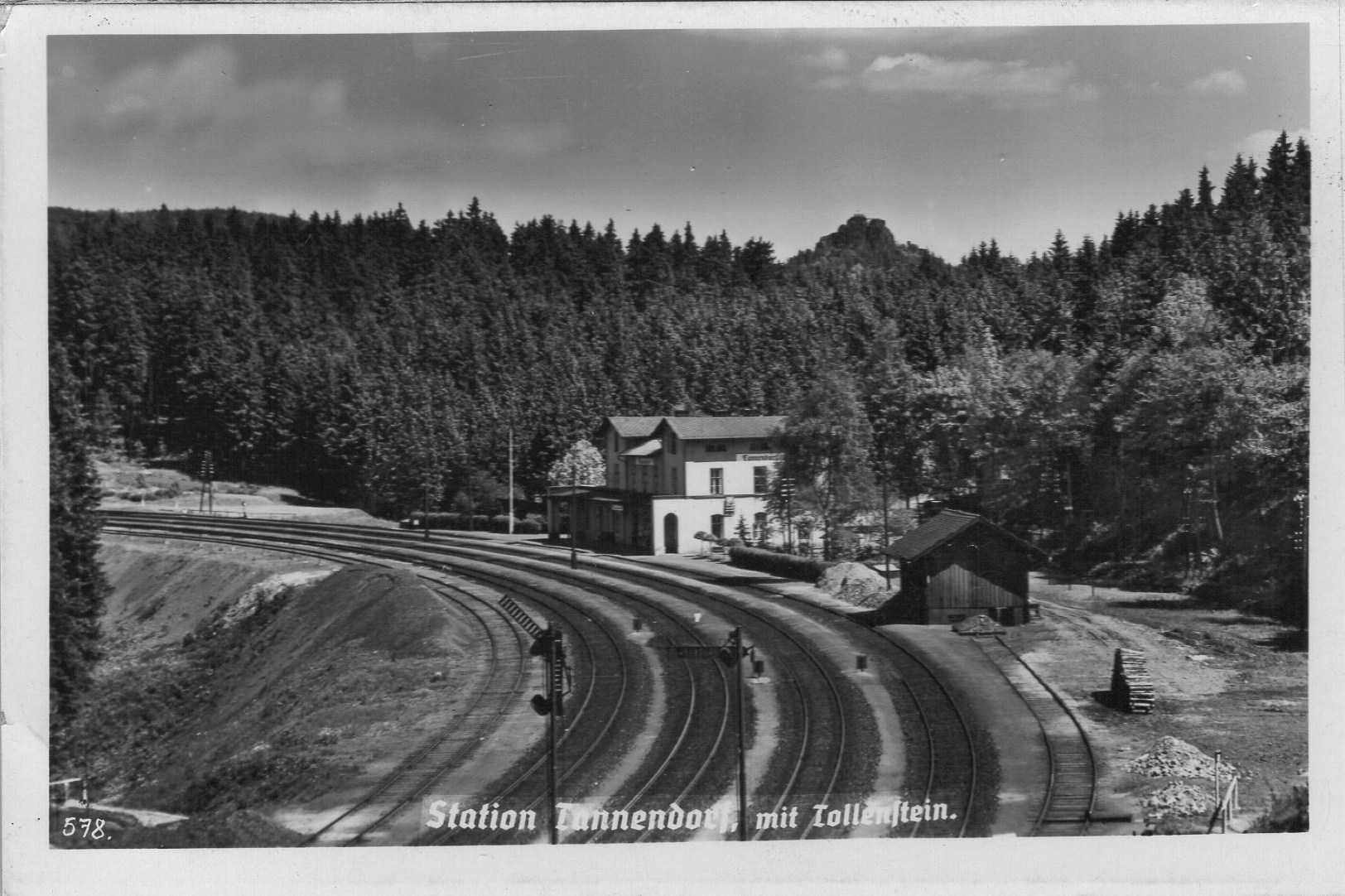
Nádraží Jedlová na historické pohlednici (počátek 20. století)

Ve třicátých letech 19. století začala v Rakousku stavba parostrojních železnic a již roku 1839 byla otevřena první trať z Vídně do Brna. V dekádě následující se železniční síť rozšířila do dalších částí monarchie, severní Čechy však zůstávaly stranou veškerého dění. Roku 1850 byl zahájen provoz na Severní státní dráze, spojující Prahu s Děčínem (tehdejšími Podmokly), ve zbytku regionu se ale k další stavbě neschylovalo. Mnohé městské rady a místní velkopodnikatelé sice často měli na stavbě trati do svého města či kraje zájem, stát ovšem pro nedostatek financí po prohraných válkách jejich požadavky uspokojit nemohl a ani již zavedené soukromé společnosti se do různých pochybných projektů, jež jim byly střídavě předkládány, příliš nehrnuly.

### Vznik společnosti
Průlom nastal až se stavbou Turnovsko-kralupsko-pražské dráhy (Turnau-Kralup-Prager Eisenbahn, TKPE), na níž byla vydána koncese v létě 1863. V čele vzniklé stejnojmenné společnosti stanul hrabě Ernst von Waldstein-Wartenberg, jeden z nemnoha šlechticů, jimž nebyl technický pokrok cizí a každý takovýto projekt se snažil podpořit. TKPE byla zprovozněna roku 1865 a v té době již probíhaly první práce na projektu navazující trati, odbočující u Bakova nad Jizerou a vedoucí směrem na sever k České Lípě a dále k saské hranici. Koncese k její výstavbě je datována 6. října 1865 a opravňovala držitele ke stavbě a provozování hlavní trati přes Českou Lípu a Rumburk k saské hranici, včetně odboček do Podmokel, Varnsdorfu a do přístavu v Děčíně. Plán na stavbu 90 kilometrů dlouhé trati Bakov – Rumburk byl schválen v prosinci 1866, zatímco stavba již několik měsíců probíhala. Roku následujícího byla založena příslušná akciová společnost pod názvem Böhmische Nordbahn (BNB), v jejímž předsednictvu opět zasedl hrabě Ernst von Waldstein-Wartenberg. V projektu se angažoval také například významný podnikatel ve stavebnictví Vojtěch Lanna, jehož firma trať stavěla, ten ovšem v lednu 1866 zemřel na srdeční slabost z přepracování a v díle pokračoval jeho syn. Stejně jako v případě TKPE a dalších drah, kapitál společnosti byl téměř výhradně německý, proto byl oficiálně používán tento název a přestože trať vedla územím Čech, dnešní známější forma názvu Česká severní dráha byla po dobu existence společnosti vždy druhořadá.

### Výstavba prvních tratí

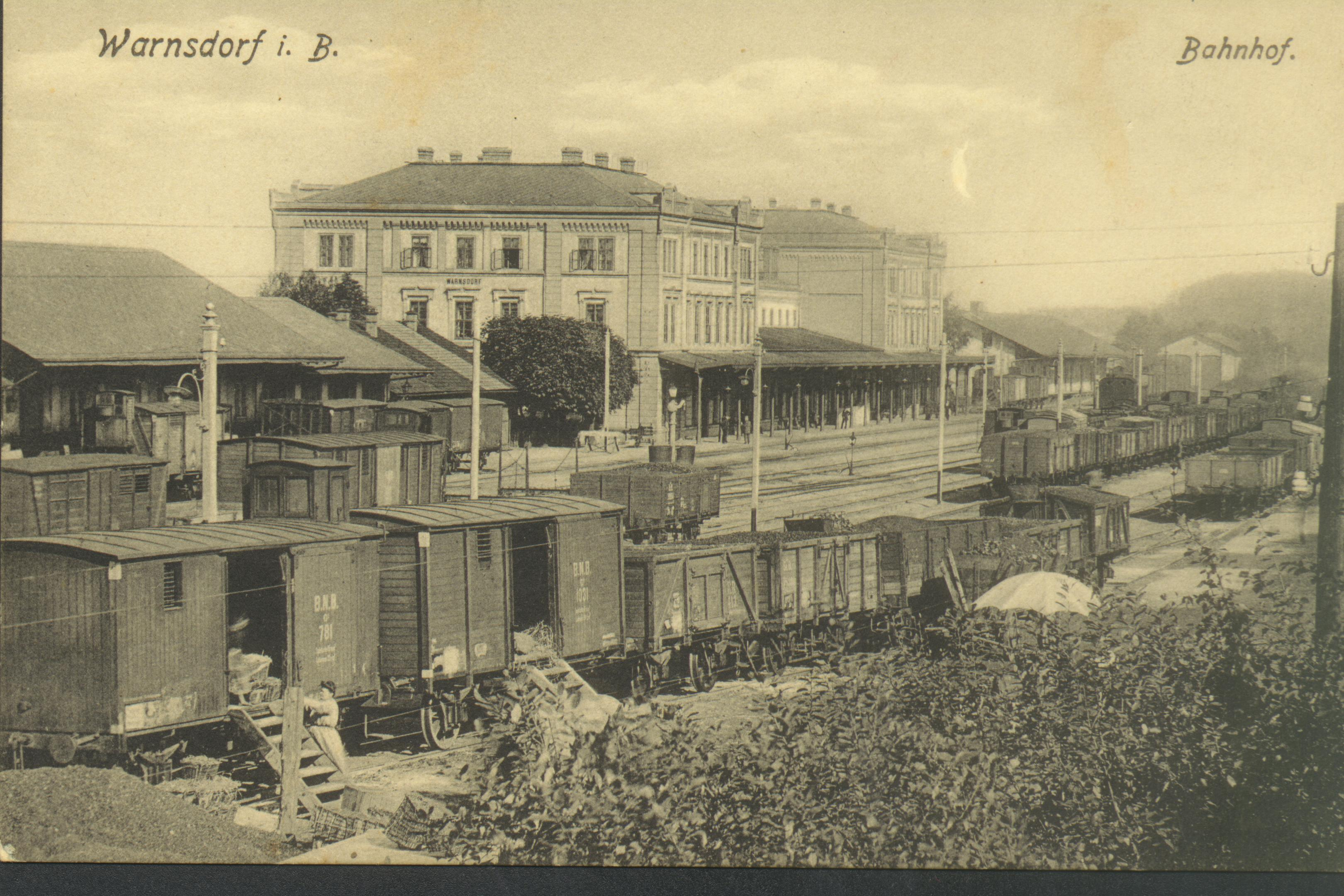
Stanice Varnsdorf, asi 80. léta
19. století. Patrný je velmi čilý ruch, především v nákladní dopravě

Stavba začala v říjnu 1866 na úseku z Bakova do České Lípy, pak byla nakrátko přerušena kvůli prohrané prusko-rakouské válce. Kvůli náročnému horskému terénu probíhala relativně pomalu a zaměstnávala 10 tisíc dělníků. V Bakově musel být prostor pro stanici vytvořen vylámáním skalní stěny, dlouhé přes půl kilometru a vysoké až 25 m (a zřetelné na nádraží do současnosti) a i dále na trati bylo vytvořeno několik hlubokých zářezů do terénu. Trať byla otevírána po částech, nejdříve byla zprovozněna část z nově vzniklého nádraží v Bakově do České Lípy na podzim roku 1867 – první vlak do České Lípy přijel 14. listopadu. O tři dny později odtud odjel pracovní vlak s lidmi a materiálem ke Špičáku, kde stavba tratě pokračovala s jinou firmou. Lužické hory koleje překonaly v Novohuťském sedle ve výšce 559 metrů nad mořem a odtud už trať k cílovému Rumburku pouze klesala. Souběžně probíhala stavba trati Podmokly – Varnsdorf; původní plán počítal s překřížením obou drah v jediném místě, nakonec ale byla zvolena varianta devítikilometrového společného úseku mezi Rybništěm a Jedlovou, jež vyšla také stavebně nejlevněji. Oba úseky byly společně pro dopravu otevřeny 16. ledna 1869. Tím bylo dokončeno období budování prvních tratí, a tak i významná regionální střediska, jako byla Česká Lípa, Rumburk a Varnsdorf, mohla využívat služeb železnice.

### Druhá etapa

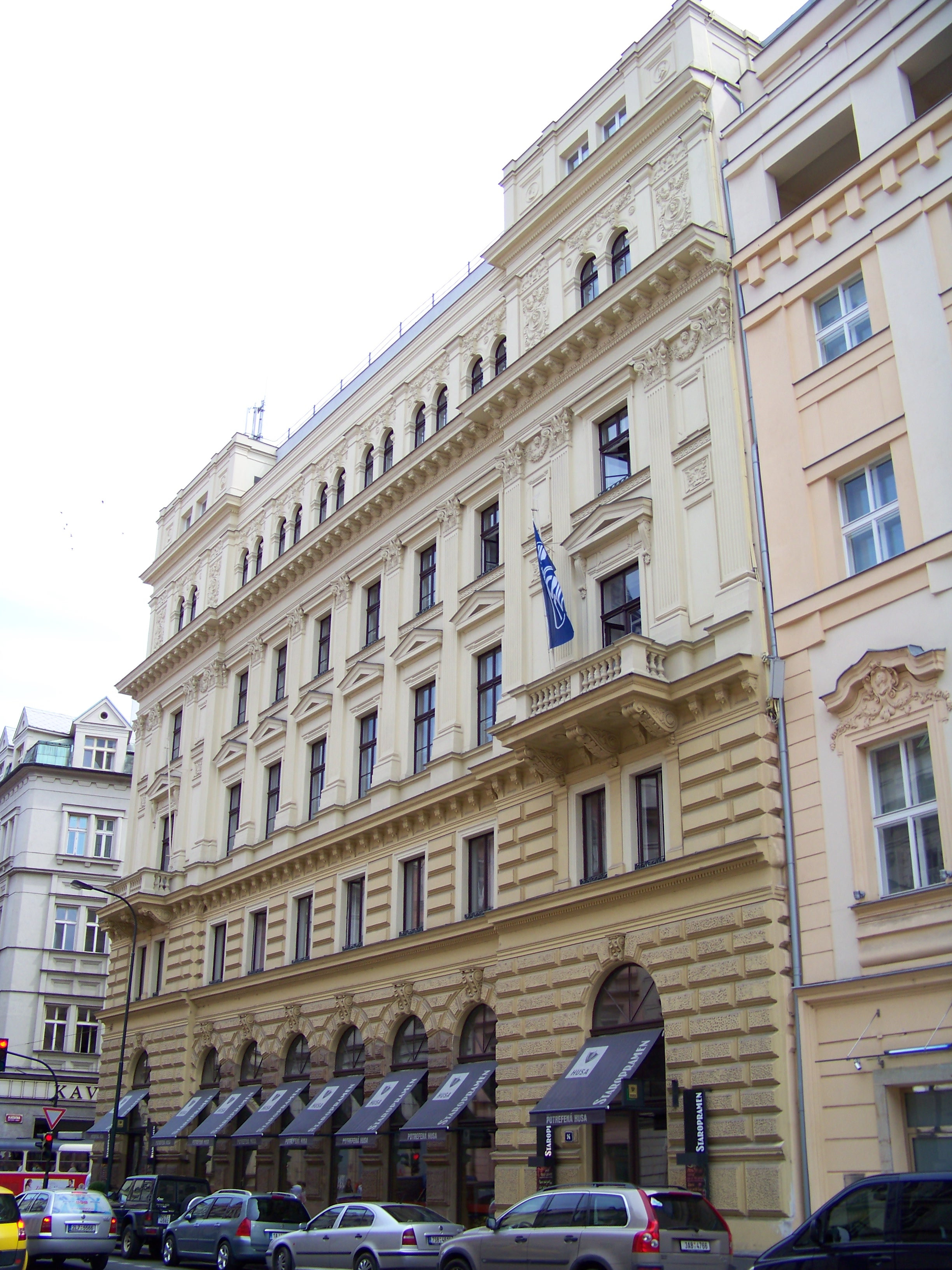
Dům v Hybernské ulici 1003/III, bývalé sídlo BNB

Zmíněná jakási „základní“ síť, zprovozněná do konce 60. let 19. století, sice hospodářskou vyspělost regionu velmi pozvedla, přesto však stále nebyla plně dostačující. Jedním z kritických míst bylo chybějící propojení České Lípy s Děčínem, jež se stal po dostavbě trati do Varnsdorfu důležitým železničním uzlem a svoje plány sem směřovala i Rakouská severozápadní dráha (její trať ale byla otevřena až roku 1874). Cesta dostavníkem do Benešova byla pro cestující zdlouhavá a i nákladní doprava díky tomu upadala (jízda „přes kopec“, tj. přes Jedlovou, byla ekonomicky i časově velmi nevýhodná). Záchranu přinesl projekt dvacetikilometrové spojky z Benešova do České Lípy, schválený v závěru roku 1869. Výstavba započala na jaře roku následujícího a o 24 měsíců později bylo hotovo – provoz byl zahájen 4. července 1872. Na tomto úseku také najdeme jediný tunel na celé síti BNB, nacházející se u Františkova a dosahující délky 357 metrů.
Dalším rozšířením sítě byla krátká lokálka z Rumburka do Šluknova, jenž byl dosud také mimo železniční síť. Koncesi na ní obdržela BNB v září 1871 a necelých 10 kilometrů dlouhá trať s pouhou jednou stanicí a žádnou zastávkou (dnešní zastávka Valdek byla postavena až mnohem později) slouží dopravě od 8. ledna 1873. Na tuto trať navázal také projekt prodloužení hlavní trati z Rumburka až k saské hranici. Na její trase leželo město Jiříkov, jež mělo o spojení se světem také zájem a celý podnik vydatně podporovalo. Úsek měl však parametry hlavní trati (díky zvětšenému poloměru oblouků, rychlostem a podobně) a vedl až do Ebersbachu, kde se napojoval na síť Saských královských státních drah. Umožněn tím byl obchod se Saskem, jež bylo jedním z důležitých obchodních partnerů. Otevřen byl ještě téhož roku.

### Fúze sTKPE
Po těchto dostavbách dalších téměř 40 kilometrů železnic, jež napojily na drážní síť i několik důležitých sídel, se společnost se stavbou nových tratí na čas odmlčela. Provoz na jejích tratích se stabilizoval a podnik vykazoval velmi dobré hospodářské výsledky, což se projevovalo i vyplácením vysokých dividend akcionářům. Někteří akcionáři seděli jak v dozorčí radě BNB, tak spřátelené (a vlastně i za podobných okolností vzniklé) TKPE a obě tyto společnosti tak byly od počátku existence úzce provázány. Svědčí o tom vzájemné zapůjčování lokomotiv i vozů a také například provozování spojení Praha – Rumburk, tedy po tratích obou drah. V polovině 70. let tak začalo být na pořadu dne možné sloučení obou společností do jediné. Jednou z otázek bylo dilema, která společnost má pohltit kterou – vzhledem k většímu počtu akcií i kapitálu zvítězila BNB. V dubnu 1882 došlo k podání žádosti o státní souhlas se sloučením a bylo jí vyhověno. TKPE formálně zanikla k 29. červnu stejného roku a ode dne následujícího již existovala pouze jediná společnost pod názvem BNB, sídlící v pražské Hybernské ulici (čp. 1003/III). Tato firma disponovala celkem 300 kilometry tratí, více než stovkou lokomotiv a přibližně dvěma tisíci vagonů.

### Místní dráhy
„Nová“ BNB se krátce po svém vzniku opět pustila do výstavby tratí. Prvním krokem bylo prodloužení stávající šluknovské trati směrem na západ, do Mikulášovic. Do konce roku 1882 bylo vyřízeno stavební povolení a stavba opět trvala přibližně dva roky – trať je provozována od prosince 1884. Dalším městem, jež se dočkalo železnice, byl Kamenický Šenov. Místní dráha o délce 4,5 kilometru, vycházející ze stávající stanice v České Kamenici byla po ani ne roční stavbě otevřena 10. února 1886. Posledním případem z této kategorie spíše krátkých spojek je taktéž přibližně 4,5 kilometru dlouhý úsek ze Svoru do Cvikova, sloužící dopravě od 1. září 1886. Všechny tyto tratě umožnily společnosti proniknout i do míst, odkud dosud muselo být zboží dováženo povozy do nejbližších železničních stanic, což mělo opět pozitivní vliv na rychlost a kapacitu přepravy.
V roce 1883 byla také jaksi stranou od veškerého dění postavena trať z České Lípy do Mimoně, ovšem BNB se v její stavbě nijak neangažovala a ani neumožnila její napojení do svého českolipského nádraží, dráha se tak stala izolovanou a spíše okrajovou záležitostí. Později ji odkoupila konkurenční Ústecko-teplická dráha v rámci stavby své transverzálky.
Po druhé téměř desetileté pauze se společnost opět pustila do stavby místních tratí a tentokrát začala ve středních Čechách – v srpnu 1896 zažádala o povolení přestavby stávající vlečky Chotětov – Dolní Cetno na plnohodnotnou trať. S pomocí městských radnic v okolí také spatřilo světlo světa další prodloužení, a to přes Skalsko a Mšeno až do Mělníka. Tato trakčně velmi náročná a vpravdě kostrbatá trať o celkové délce 47 kilometrů (vzdušnou čarou přitom dělí Mělník a Chotětov pouhých 28 km) byla postupně poslepována mezi lety 1896–1897 a o to zajímavější také bylo, že v úseku Mělník – Mšeno zajišťovala provoz Rakouská severozápadní dráha (ÖNWB), zatímco v druhé části to byla BNB (samotná trať zde BNB nepatřila, pouze zajišťovala provoz na účet vlastníka, jímž byl spolek místních radnic). Později se na ni ve stanici Skalsko napojila další soukromá lokálka, vedoucí přes Mladou Boleslav do Sobotky.

### Bitva s ATE

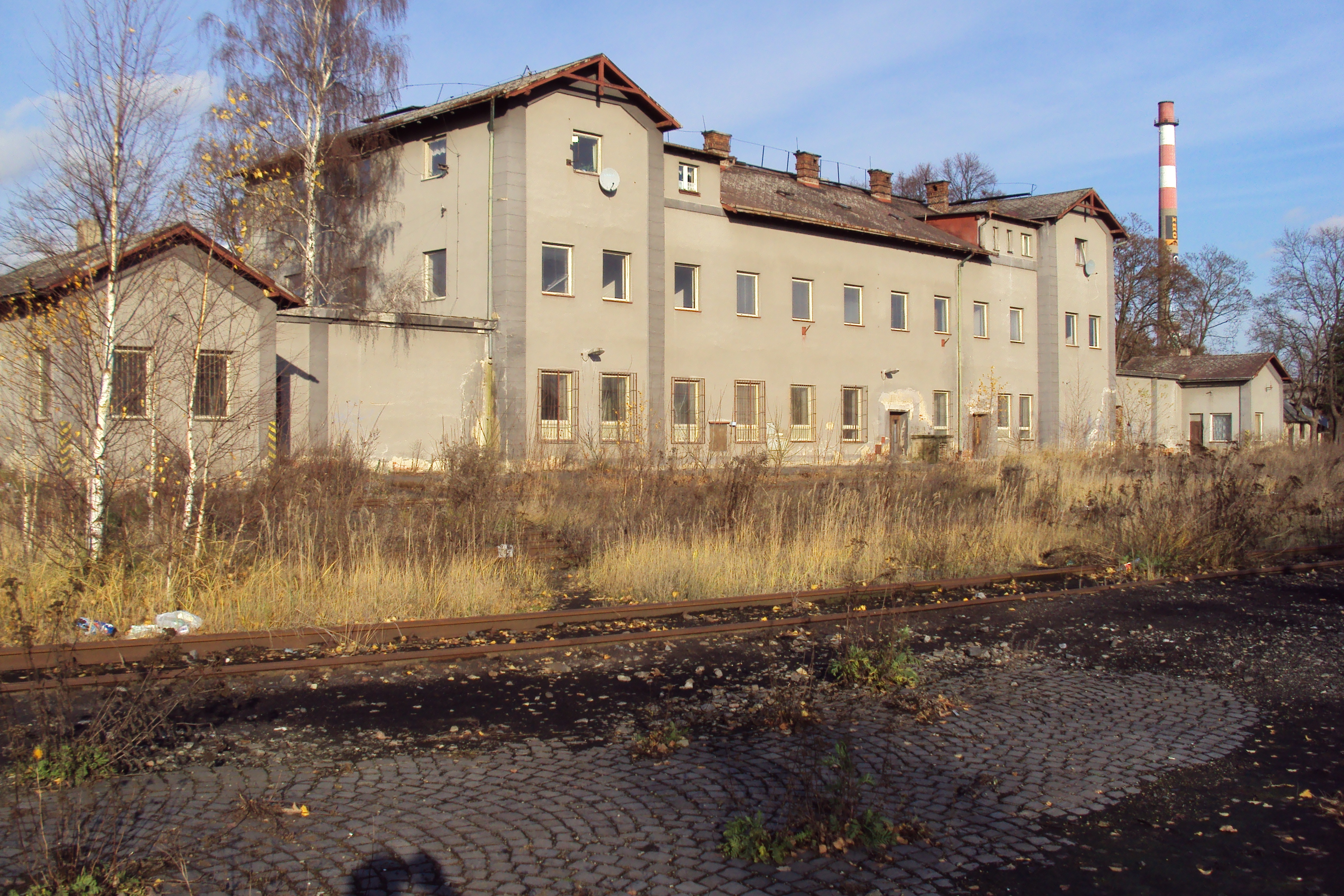
Bývalé nádraží Česká Lípa město, které původně patřilo konkurenční společnosti ATE (stav v roce 2009)

V roce 1894 začala konkurenční Ústecko-teplická dráha (německy Aussig-Teplitzer Eisenbahn, ATE) budovat svou Severočeskou transverzálku, a to její první úsek z Teplic do Lovosic. V plánu však měla další pokračování přes Českou Lípu až do Liberce. Tento krok samozřejmě neušel pozornosti vedení BNB a bylo jasné, že se bude snažit všemožně bránit svému sokovi jeho plán zrealizovat. Tratě obou společností se měly setkat v České Lípě, která už byla významným železničním uzlem (vedly sem tři důležité hlavní tratě BNB a jedna podružná soukromá lokálka), který až na zmíněnou mimoňskou lokálku patřil celý České severní dráze. ATE sice disponovala takřka neomezeným kapitálem, proto pro ni nebylo nereálné žádné řešení, Českou Lípu jakožto důležité město ale nechtěla obejít. Po dlouhých sporech, kdy BNB zcela odmítala zaústění nové trati do svého nádraží, byla nakonec ATE donucena ustoupit a zbudovat si vlastní nádraží několik stovek metrů od stanice BNB (dnes již nepoužívané nádraží Česká Lípa město). Pro pohodlnější přestup cestujících bylo alespoň dohodnuto zastavování vlaků ATE na provizorním místě u stanice BNB (nynější Lovosické nástupiště), ale pouze na dobu nezbytně nutnou pro výměnu cestujících. Transverzálka navíc musela stávající trať BNB do Bakova nejdříve překonat po mostě a teprve poté mohla být přivedena do českolipské stanice. Obě dráhy spojila pouze jediná kolejová spojka a pozdějším majitelům tak toto řešení značně zkomplikovalo provoz v českolipském uzlu (podobně sobecky se BNB zachovala i v Mladé Boleslavi, kde musela lokálka do Sobotky její stanici zcela obejít a i dnes musí vlaky při cestě do Mšena provádět na severním zhlaví úvrať). Navíc ATE musela odkoupit celou lokálku do Mimoně (jež stejně bojovala kvůli své izolaci od zbytku sítě o přežití) a pro své potřeby ji přestavět. Úsek transverzálky Lovosice – Česká Lípa je v provozu od 14. prosince 1898.

### Závěr činnosti

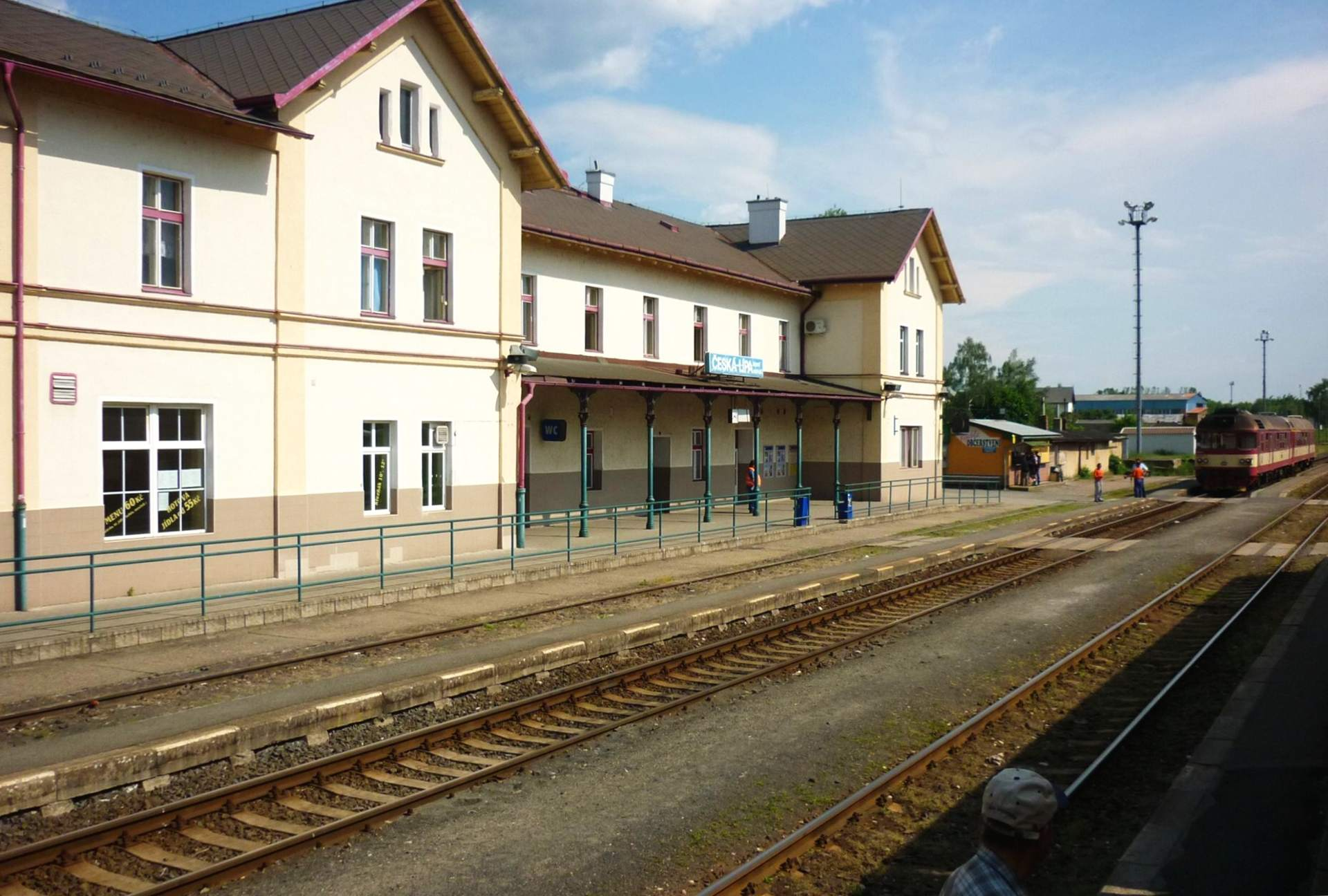
Česká Lípa, hlavní železniční uzel BNB

Posledními třemi úseky, jež BNB vystavěla, byla opět prodloužení již stávajících tratí. V roce 1900 získala po letech čekání povolení ke stavbě trati z Mikulášovic na státní hranici se Saskem, tj. do Dolní Poustevny. Především hluboké údolí u Vilémova si vyžádalo stavbu monumentálního viaduktu, který byl po roce 2000 prohlášen za kulturní památku. S výškou 34 m šlo v době stavby o nejvyšší železniční most v Rakousku-Uhersku. I díky němu se stavba trati velmi protáhla a její otevření bylo odloženo teprve na podzim 1904. Ve stejné době započala po několika sporech stavba spojnice Kamenického Šenova s Českou Lípou a opět šlo o velmi náročnou trať se sklony až 36 promile a mnoha ostrými oblouky – po dlouhá léta byla proto doslova postrachem strojvedoucích a topičů. Díky tomu byla také později vybrána ke zkouškám se zbrusu novými parními vozy Komarek-Ringhoffer, ty však příliš neobstály a byly později předisponovány jinam. Přes náročnost terénu práce postupovaly rychleji a byla otevřena dříve než trať do Dolní Poustevny, v srpnu 1903. Tato trať ale patřila jinému vlastníkovi (akcie držely obecní úřady podél trati a několik podnikatelů) a BNB byla pouze oslovena, aby zajišťovala dopravu. Jako poslední byla prodloužena trať ze Cvikova, a to přes Lindavu a Kunratice do Jablonného v Podještědí. Zde se napojila na transverzálku Ústecko-teplické dráhy a ačkoliv o několik let dříve dělala sama BNB všechno možné, aby ATE svou transverzálku neprotáhla Českou Lípou, v tomto případě jí ATE zaústění cizí lokálky relativně bez problémů umožnila. Zahajovací vlak po ní projel 7. října 1905.

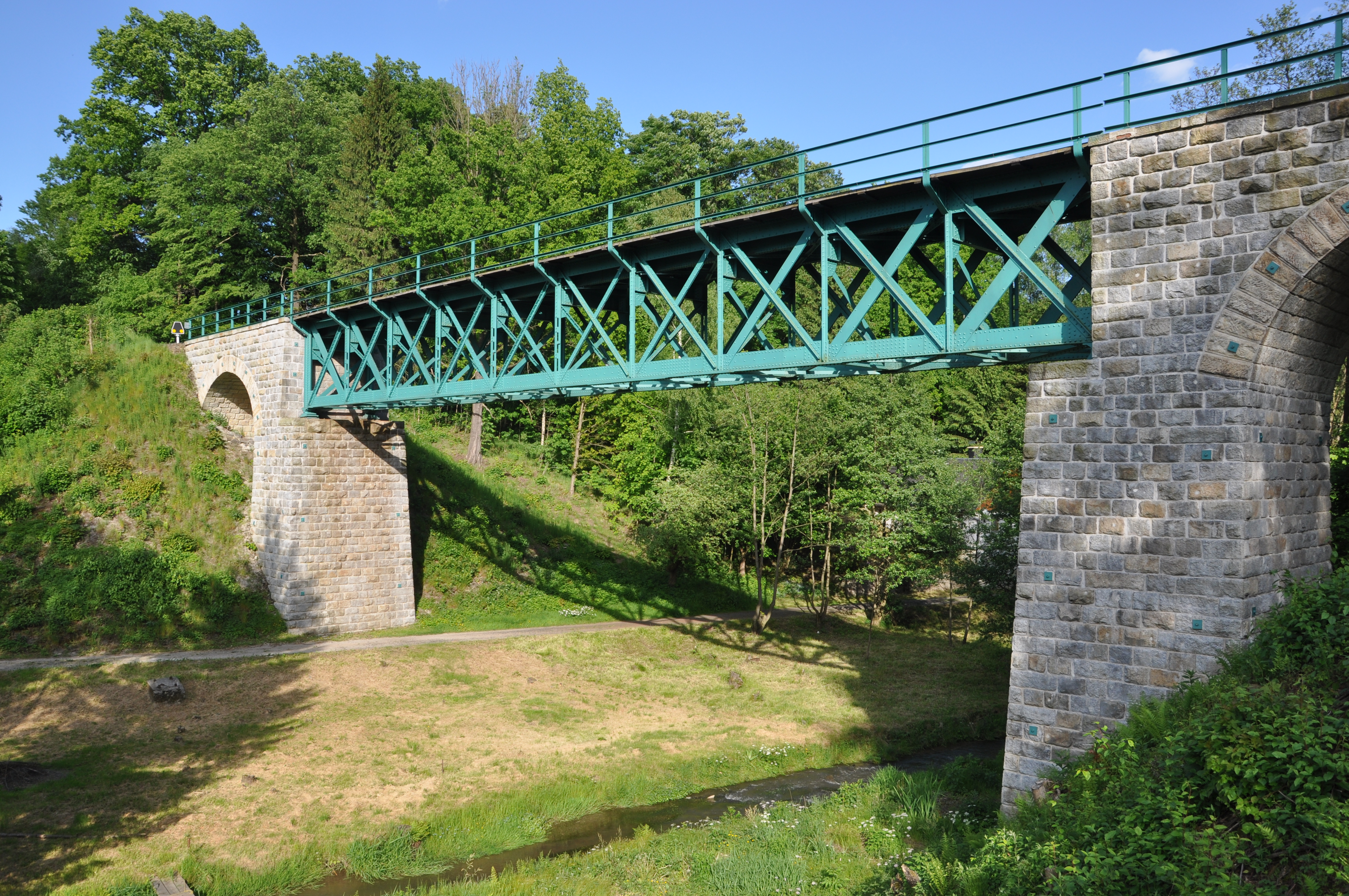
Most přes Luční potok u Dolní Poustevny po renovaci

Tím definitivně skončilo budování tratí Českou severní dráhou. Po roce 1905 byla společnost ještě zapojena v několika dalších projektech, žádný z nich se však již realizace nedočkal. Aktivitu například vyvíjela ve věci středočeských řepařských drah, zde se ale neprosadila. BNB tak spojila se světem celý region v okolí Lužických hor a vlastnila dohromady tři hraniční přechody do Saska (v Dolní Poustevně, Jiříkově a Varnsdorfu). I proto jde co se týče délky postavené sítě o jednu z nejdůležitějších železničních společností v českých zemích. V závěru podnikání společnost vlastnila více než 100 lokomotiv, 2 056 vagonů a 398 km tratí (na dalších 30 kilometrech převzal stát provoz na účet vlastníka).

### Zestátnění
Přes stavbu dalších tratí a vcelku kladné hospodaření byla BNB jedním z trnů v oku státu a již zhruba od roku 1900 erár usiloval o její zestátnění. Celý proces se však velmi táhl (jako u téměř každé takovéto velké železniční společnosti, kdy se zestátňovaná firma snažila vše maximálně oddálit a zkomplikovat) a zákon o zestátnění BNB se do říšské sněmovny dostal až v létě 1908. Na rozdíl od některých jiných společností jeho schvalování proběhlo relativně v klidu (například u konkurenční ATE si vyžádalo několik zraněných po bitce poslanců) a 2. srpna téhož roku byl přijat. Státní dráhy provoz na tratích BNB převzaly k 15. listopadu 1908 a tímto datem také končí existence celé společnosti. Pro víceméně vyrovnané hospodaření byli akcionáři vyplaceni částkou zhruba 100 milionů korun.

## Ekonomický a společenský status
Na poměry celé monarchie platila BNB za zhruba středně velkou železniční společnost, proto se ve společenských kruzích těšila relativní vážnosti a důležitosti. Přestože nešlo o tak vysoce ziskovou a prestižní společnost (jakou byla například ATE, KFNB a další), udržovala si své postavení v podstatě až do konce fungování. V roce 1890 například činily příjmy společnosti téměř 4 miliony zlatých, ze kterých po zdanění vykázala čistý zisk 718 333 zlatých. Díky pověstné německé preciznosti bylo její účetnictví velmi průhledně vedené a po předání do správy státu nevykazovalo mnoho nekalostí. Zaměstnanci sice neměli takové výhody jako u bohatých drah (příspěvky na bydlení, dopravu, ošacení a podobně), ale přesto bylo jednání společnosti solidní a na rozdíl od jiných drah, které se mnohdy utápěly ve finančních problémech (především menší dráhy, stranou od hlavních tahů) a jejich platební morálka byla slabá, BNB těmito neduhy netrpěla. Ke dni zestátnění firma zaměstnávala 2 967 zaměstnanců. Většina z nich přešla ke kkStB, jež provoz převzaly.

## Současnost
Velká většina tratí, postavených Českou severní dráhou, je v provozu do současnosti. Sneseny byly pouze tři lokálky a jeden úsek není pravidelně provozován.

### Neexistující tratě

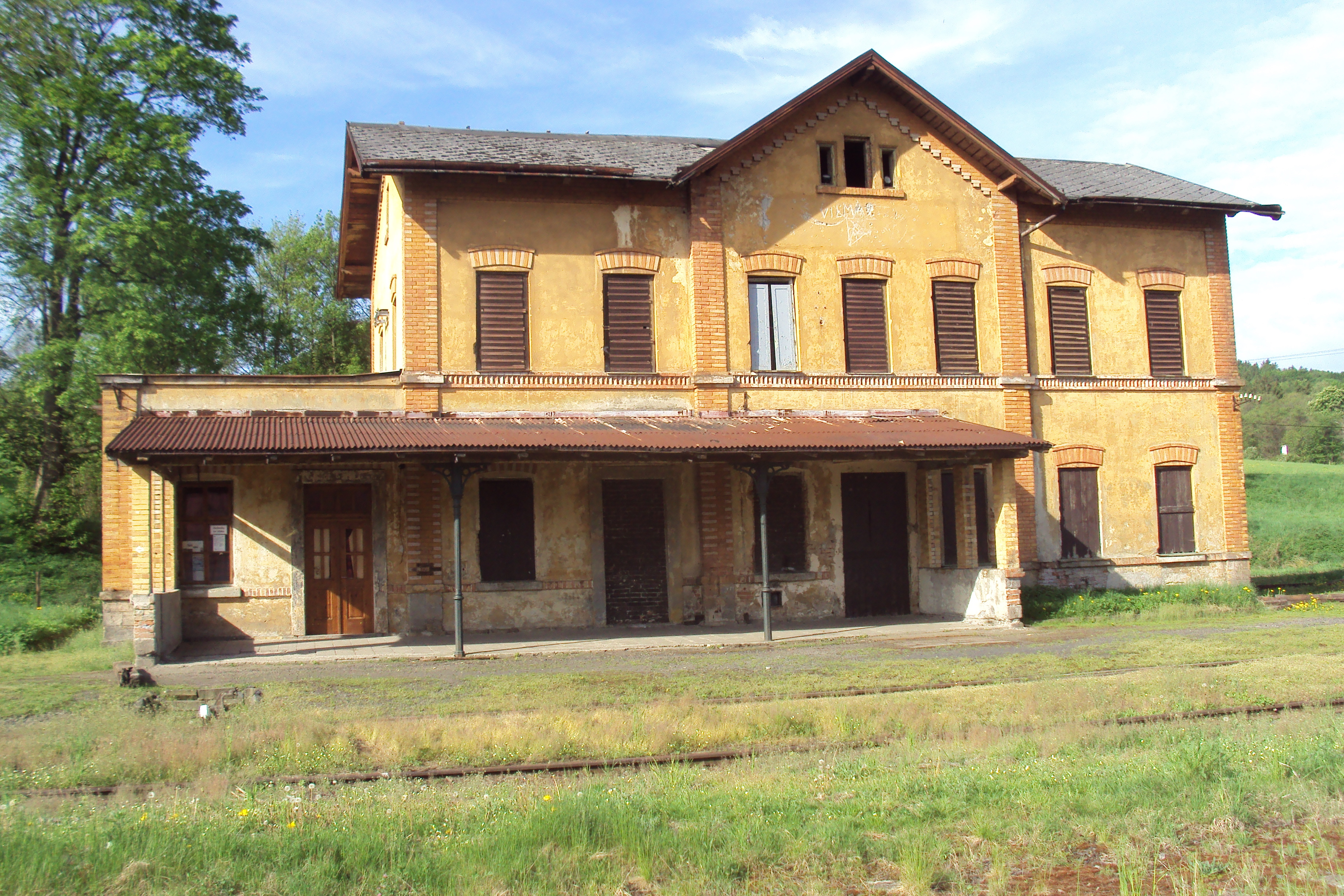
Budova nádraží v Kamenickém Šenově (rok 2012)

Již na podzim 1973 byl ukončen provoz v úseku Svor – Cvikov (kvůli stavbě křižující silnice I/9, kdy nezbyly prostředky na stavbu železničního mostu přes její zářez) a o 13 let později následoval i zbytek trati do Jablonného v Podještědí. Po roce 1989 byla celá trať snesena a jediným přeživším je pouze malý úsek trati vycházející ze Svoru směrem na Cvikov.
Roku 1979 také skončil provoz v úseku Kamenický Šenov – Česká Lípa, jako důvod byla opět uváděna nerentabilita. Mezi Českou Kamenicí a Kamenickým Šenovem byla provozována nákladní doprava pro potřeby podniku Lustry (nyní součást společnosti Preciosa) až do roku 1992, kdy byla trať pro havarijní stav svršku prohlášena za nesjízdnou. Ve věci této trati však konal založený Klub přátel lokálky a na sklonku tisíciletí obnovil alespoň pravidelný muzejní provoz. V režii dopravce KŽC Doprava je zajišťován i nyní (2016). Staniční budova v Kamenickém Šenově je v dezolátním stavu, nový majitel by ji ale rád opravil do původního stavu.
Posledním neexistujícím úsekem je většina délky trati Chotětov – Skalsko, jež byla také zrušena pro malé přepravní vytížení. Oba její konce v délce přes jeden kilometr ale byly zachovány a až do devadesátých let sloužily například pro odstavování nepotřebných vozů pro přepravu automobilů podniku Škoda Auto Mladá Boleslav. Dnes již ani k tomuto účelu využívány nejsou a trať postupně zarůstá.

### Tratě bez pravidelné dopravy

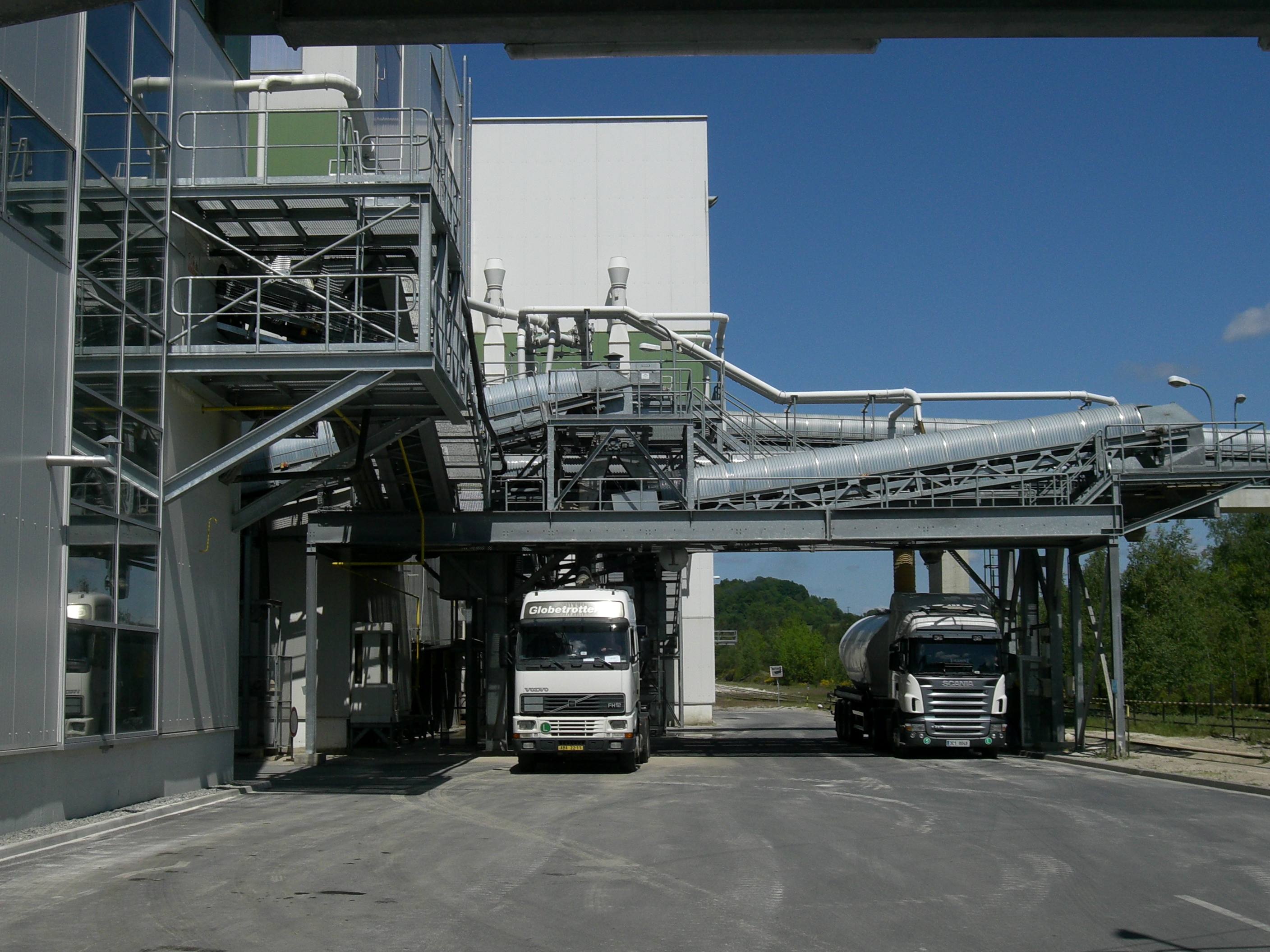
Pískovna v Provodíně, nacházející se v blízkosti bývalé trati BNB (vpravo)

Jedinou tratí bývalé BNB, která stále existuje, není na ní však provozována žádná pravidelná doprava, je úsek Rumburk – Jiříkov (– Ebersbach). Osobní doprava zde byla ukončena se změnou jízdního řádu v prosinci 2010 a od té doby tu kromě příležitostných historických jízd nejsou zaváděny žádné vlaky. Trať je přesto udržována alespoň ve sjízdném stavu sníženou rychlostí.

### Běžně provozované tratě
Vyjma výše vyjmenovaných úseků je zbylá většina sítě BNB i nadále v provozu. Hlavní trať Bakov nad Jizerou – Rumburk, známá do dnešních dnů mezi železničáři pod přezdívkou „nordbán“, je zařazena i do sítě celostátní dráhy spolu s úseky Děčín – Varnsdorf a Benešov nad Ploučnicí – Česká Lípa. Projíždějí tudy rychlíky Rumburk – Kolín (vedené vratnými soupravami, slouženými z motorového vozu řady 854 a řídicího vozu ABfbrdtn795) a místní zastávkové osobní vlaky. Rychlíková doprava je v provozu i na trati bývalé TKPE z Turnova do Prahy. Nákladní doprava po roce 1990 výrazně poklesla, přesto je pro některé průmyslové podniky stále nepostradatelná. Jedním z významných zákazníků je firma Provodínské písky, nakládající sklářský písek na vlastní vlečce, zaústěné do stanice Jestřebí, v České Lípě odebírá vlaky s palivy z rafinerie Leuna místní obchodník s pohonnými hmotami a své místo mají i zásilky uhlí do jednotlivých stanic, mezi nimiž vyniká zásobování podniku Velveta ve Varnsdorfu. Bývalá stanice BNB v Mladé Boleslavi (hlavní nádraží) je jedním z uzlů, přes něž je železnicí obsluhován také rozsáhlý areál závodu Škoda Auto.